# NGC 2702
NGC 2702 is een ster in het sterrenbeeld Waterslang. Het hemelobject werd in 1877 ontdekt door de Duitse astronoom Ernst Wilhelm Leberecht Tempel.